# Man (West Virginia)
Man is een plaats (town) in de Amerikaanse staat West Virginia, en valt bestuurlijk gezien onder Logan County.

## Demografie
Bij de volkstelling in 2000 werd het aantal inwoners vastgesteld op 770.
In 2006 is het aantal inwoners door het United States Census Bureau geschat op 712, een daling van 58 (-7.5%).

## Geografie
Volgens het United States Census Bureau beslaat de plaats een oppervlakte van
1,6 km², waarvan 1,5 km² land en 0,1 km² water. Man ligt op ongeveer 254 m boven zeeniveau.

## Plaatsen in de nabije omgeving
De onderstaande figuur toont nabijgelegen plaatsen in een straal van 16 km rond Man.